# لشکر ۳۶ زرهی گاش
لشکر ۳۶ زرهی گاش (انگلیسی: 36th Division) یا لشکر گاش لشکر زرهی نیروی زمینی اسرائیل و تحت امر سپاه زرهی است، که در سال ۱۹۵۴ تأسیس شد. تیپ گولانی، تیپ ۷ زرهی و تیپ ۱۸۸ زرهی باراک از یگان‌های زیرمجموعه لشکر ۳۶ زرهی گاش می‌باشند.
این لشکر در جنگ یوم کیپور، جنگ اسرائیل و لبنان، نبرد ۲۰۱۴ اسرائیل و غزه، جنگ غزه، درگیری اسرائیل و حزب‌الله و حمله اسرائیل به لبنان به‌عنوان یگان عمل‌کننده حضور داشت.

## تاریخچه
این لشکر در سپتامبر ۱۹۵۴ تأسیس شد. تا سال ۱۹۵۸ فرماندهی این یگان برعهده آلوف آوراهام یوفه بود. در آن زمان، فرماندهی لشکرها بر اساس مأموریت و بدون نیروهای ارگانیک بود، بلکه بر اساس مأموریت‌های داده شده، تقسیم نیرو انجام می‌شد. فرماندهی این لشکر از سال ۱۹۵۸ بر عهده آلوف زوی زامیر بود تا اینکه در سال ۱۹۶۲، آلوف اوزی نارکیس جانشین او شد و تا سال ۱۹۶۵ فرماندهی را برعهده داشت. از سال ۱۹۶۵ تا ۱۹۶۹، فرماندهی آن بر عهده آلوف الاد پلد بود.
در طول جنگ شش روزه ۱۹۶۷، این لشکر نبردها را در شمال کرانه باختری رهبری کرد و تیپ زرهی باراک (که در آن زمان تیپ ۴۵ زرهی بود)، تیپ ۳۷ و نیروهایی از تیپ ۱ را فرماندهی کرد. بعداً، بر اشغال ارتفاعات جولان جنوبی نظارت داشت. پس از جنگ، از سال ۱۹۶۹ تا ۱۹۷۲، فرماندهی این لشکر بر عهده آلوف شموئل گونن (گورودیش) بود. از سال ۱۹۷۲ تا ۱۹۷۴ رهبری آن را آلوف رافائل ایتان، که در آن زمان فرمانده بود، برعهده داشت.
در طول جنگ یوم کیپور در اکتبر ۱۹۷۳، این لشکر در نبردهای دفاعی بر سر شمال جولان جنگید و پس از آن به عمق خاک سوریه نفوذ کرد. در طول عملیات لیتانی، حمله اسرائیل به لبنان در سال ۱۹۷۸، این لشکر در جبهه شرقی جنگید. در طول جنگ لبنان در سال ۱۹۸۲، این لشکر در جبهه مرکزی جنگید و در امتداد مسیر ساحلی تا بیروت پیشروی کرد.